# Jan Helsloot (schaker)
Jan Helsloot (Jan Sjabbo Helsloot, geb. 1959) is een Nederlandse schaker met FIDE-rating 2016 in 2017. In 1986 werd hij kampioen van Nederland bij het correspondentieschaak. Hij is sinds 1988 een Internationaal Meester correspondentieschaak (IMc).
Helsloot speelde mee in het "Julius Nielsen Memorial" (1985 - 1990) en bereikte daar de zesde plaats; winnaar werd Jonathan Penrose, Ove Ekebjærg werd tweede. 
Hij leerde schaken toen hij 4 jaar oud was. 
Jan Helsloot is laborant van beroep. 

## Externe koppelingen
- (en)   Informatie over schaakpartijen van Jan Helsloot op ChessGames.com
- (en)   Informatie over schaakpartijen van Jan Helsloot op 365chess.com
- (en)  FIDE-ratinggegevens voor Jan Helsloot